# 阿贝维莱尔
阿贝维莱尔（法語：Abbévillers）是法国杜省的一个市镇，属于蒙贝利阿尔区（Montbéliard）埃里蒙库尔县（Hérimoncourt）。该市镇总面积11.18平方公里，2009年时的人口为1055人。

## 人口
阿贝维莱尔人口变化图示